# Aeródromo Cabo 1.º Juan Román
El Aeródromo Cabo 1° Juan Román (OACI: SCPA) es un terminal aéreo ubicado en la localidad de Puerto Aysén, Provincia de Aysén, Región de Aysén, Chile. Este aeródromo es de carácter público.
El verdadero nombre debería ser Cabo 1° Alfredo Román Garay. Hay una equivocación que ojalá se pueda revertir.